# Prosper Montagné
Prosper Montagné (Carcassonne, 14 novembre 1865 – Sèvres, 22 aprile 1948) è stato un cuoco, giornalista e scrittore francese.
Fu autore di numerose opere e articoli sull'alimentazione, la cucina e la gastronomia in particolare il Larousse gastronomique. Dopo una carriera di chef in hôtel di lusso dell'epoca, aprì un proprio ristorante, Montagné traiteur, rue de l'Echelle a Parigi nel 1920 e condusse simultaneamente una carriera di scrittore e di giornalista.
La sua cucina era ricca e creativa, diceva:
((FR) A l’international – Les compagnons de Prosper Montagné, su prospermontagnecarcassonne.fr. URL consultato il 6 agosto 2022.)
Gli si rimproverava di proporre una cucina troppo cara:
()
ma ciò che è più manifesto è il suo rigore, l'energia nel lavoro e la sua professionnalità. Les Nouvelles Littéraires scrissero a seguito del suo decesso: 
((FR) Les Nouvelles littéraires, artistiques et scientifiques : hebdomadaire d'information, de critique et de bibliographie, su Gallica, 29 aprile 1948. URL consultato il 6 agosto 2022.)
Egli è, insieme a Carème e ad Auguste Escoffier un padre fondatore della cucina professionale attuale, di cui rimane un modello che ispira club, concorsi e ricompense.

## Biografia

### Unochefdi Palazzo
Secondo lo stato civile, egli era nato a Carcassonne il 15 novembre 1865, 33 della rue de Verdun (ex Grande'rue) da Victor Montagné, commerciante di bendaggi il cui hobby era la cucina e da Jeanne Clary Roumens. Un erudito locale ha mostrato che la placca commemorativa non è stata posta sulla casa giusta a causa d'una rinumerazione della via nel 1938.
Uscito dal liceo di Carcassonne, egli desiderava diventare architetto, ma suo padre acquistò l'Hôtel des Quatre-Saisons a Tolosa. Fu là che egli esordì, sotto l'egida d'un cuoco di talento, Brestmen. Dopo 2 anni d'esperienza da albergatore presso suo padre, egli iniziò un apprendistato presso un pasticcere di Tolosa, poi a Cauterets presso Alfred Meillon, proprietario dell'Hôtel d'Angleterre, in seguito presso Jean Giroix al Casino de Luchon, a San Remo da dove Prosper Salles lo fece venire come secondo all'Hôtel de Paris a Monte-Carlo e infine dopo il Grand Hôtel de Bruxelles a Parigi. Egli vi divenne 1º chef del pavillon d'Armenonville e (1900) pubblicò a sue proprie spese con Prosper Salles La Grande Cuisine Illustrée, voluminosa opera illustrata.
In seguito divenne chef di Ledoyen e infine del Grand Hôtel de Paris. Nel 1907 si consacrò unicamente alle sue opere letterarie dopo 25 anni di cucina del Palace. Egli deve la sua carriera a uno spirito innovativo, alle sue «conoscenze scientifiche, mediche, dietetiche, agronomiche, fisiche e chimiche [ ], fu il primo a servire l'omelette norvégienne.
Durante il suo servizio militare (1885), si specializzò in cucina militare. Egli redasse insieme a Phileas Gilbert un Manuel de cuisine militaire e scrisse alcuni articoli su Le bulletin du Ministère de la Guerre; all'inizio della guerra inventò le cucine mobili.
Morì a Sèvres il 22 aprile 1948 e la sua salma fu inumata nel cimitero dei Bruyères a Sèvres, dove la sua tomba è stata sostituita. Combat del 24 aprile scrisse :
(Combat, 24 aprile 1948.)

### Restauratore (1920-1928)

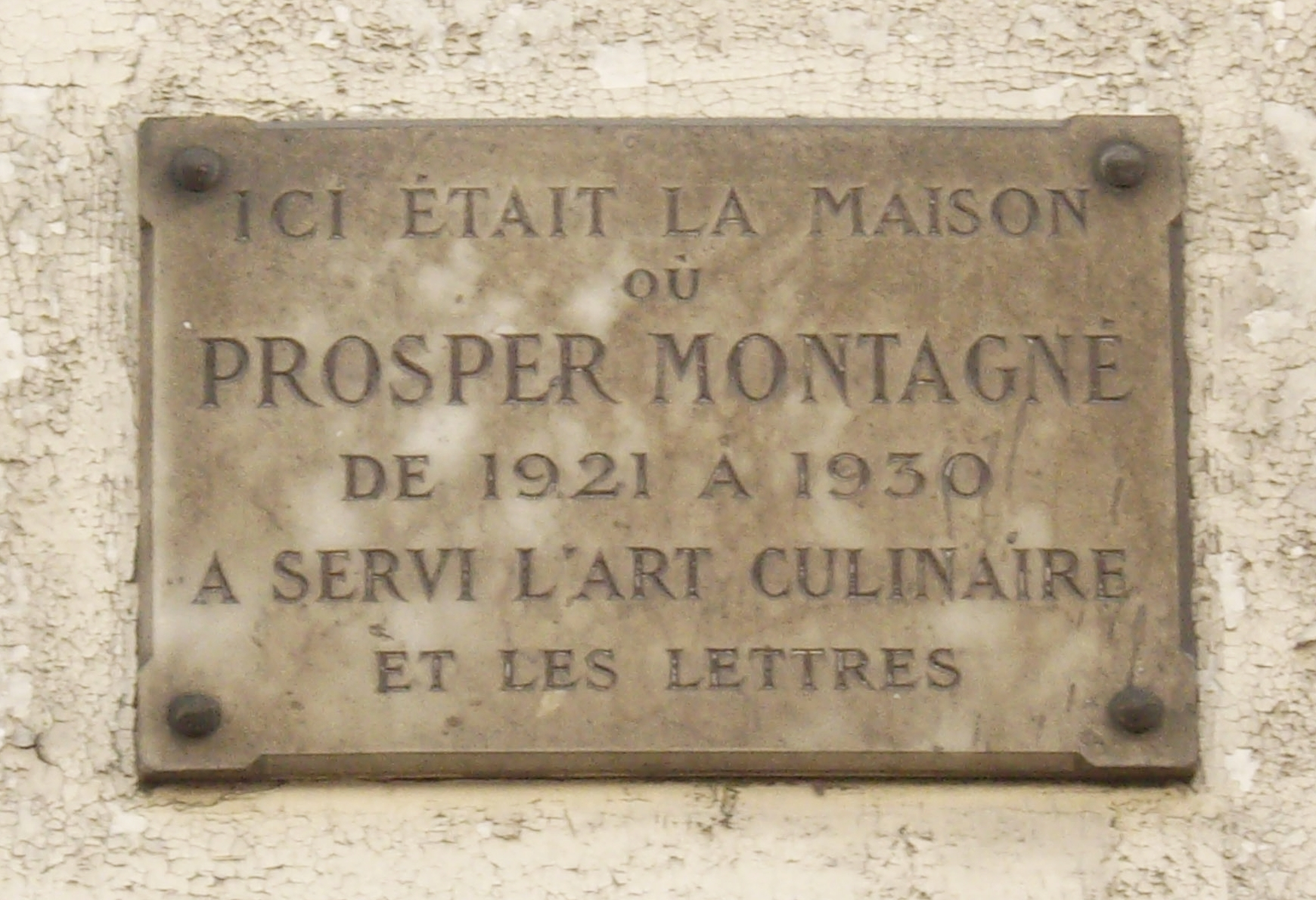
Placca commemorativa al numero 5 di rue de l'Échelle.

Nel luglio 1920, aprì al numero 5 di rue de l'Échelle a Parigi, Montagné Traiteur, la cui sala da pranzo è decorata con soprammobili rari e mobili confortevoli (cui la sala da pranzo di Dodin-Bouffant sembra essersi ispirata) nello stile Luigi Filippo con ai muri i ritratti di Carême, Talleyrand, del barone Brice e di Brillat-Savarin (vi si riunisce la Confraternita Brillat-Savarin). Leigh Hoffman (The Chicago Tribune e il Daily News, maggio 1931) scrive che egli era il solo concorrente serio di Voisin, 
()
.
Blanche Vogt scrisse nel 1938 :
()
E Billy: 
(FR) Come faceva ai collaboratori dell'opera, giornale ove egli teneva una rubrica, dei prezzi da amico [ ] egli dovette chiudere il suo ristorante . .

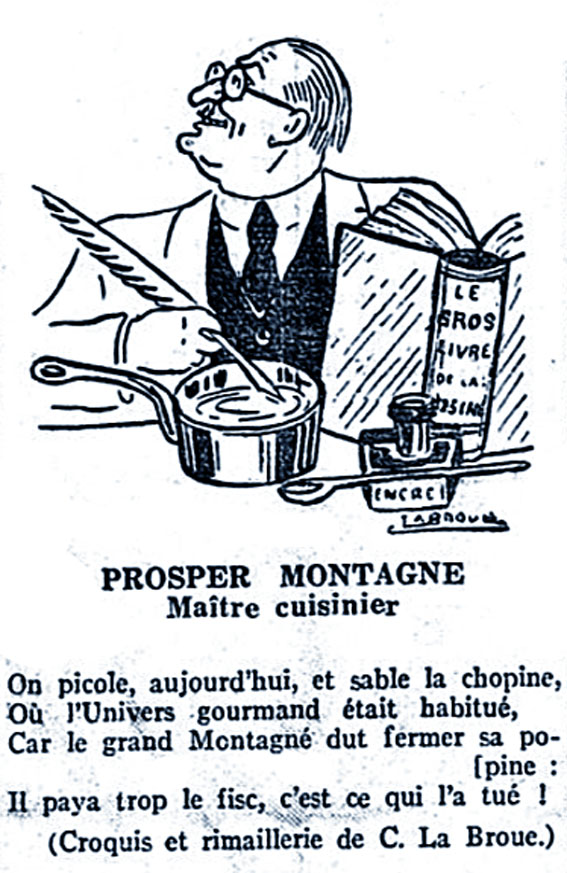
1933, Camille La Broue su Le Figaro attribuisce la chiusura di Montagné Traiteur all'eccesso di fiscalità sui ristoranti di lusso. Già a quell'epoca fu grazie ai suoi libri che lo chef si guadagnava la vita.

Le ragioni che portarono alla sua chiusura nel 1928, vissute dagli amatori come una perdita non rimpiazzabile, sono molteplici: fiscali, economiche, etc..
Nel 1937, egli assunse la direzione della Rôtisserie de la Reine Pédauque, al numero 6 di rue de la Pépinière a Parigi con il titolo di consulente culinario,; questo ristorante stava per essere riacquistato da Pierre André, importante commerciante in vini di Borgogna proprietario di Château Corton André e dello champagne Veuve Clicquot.

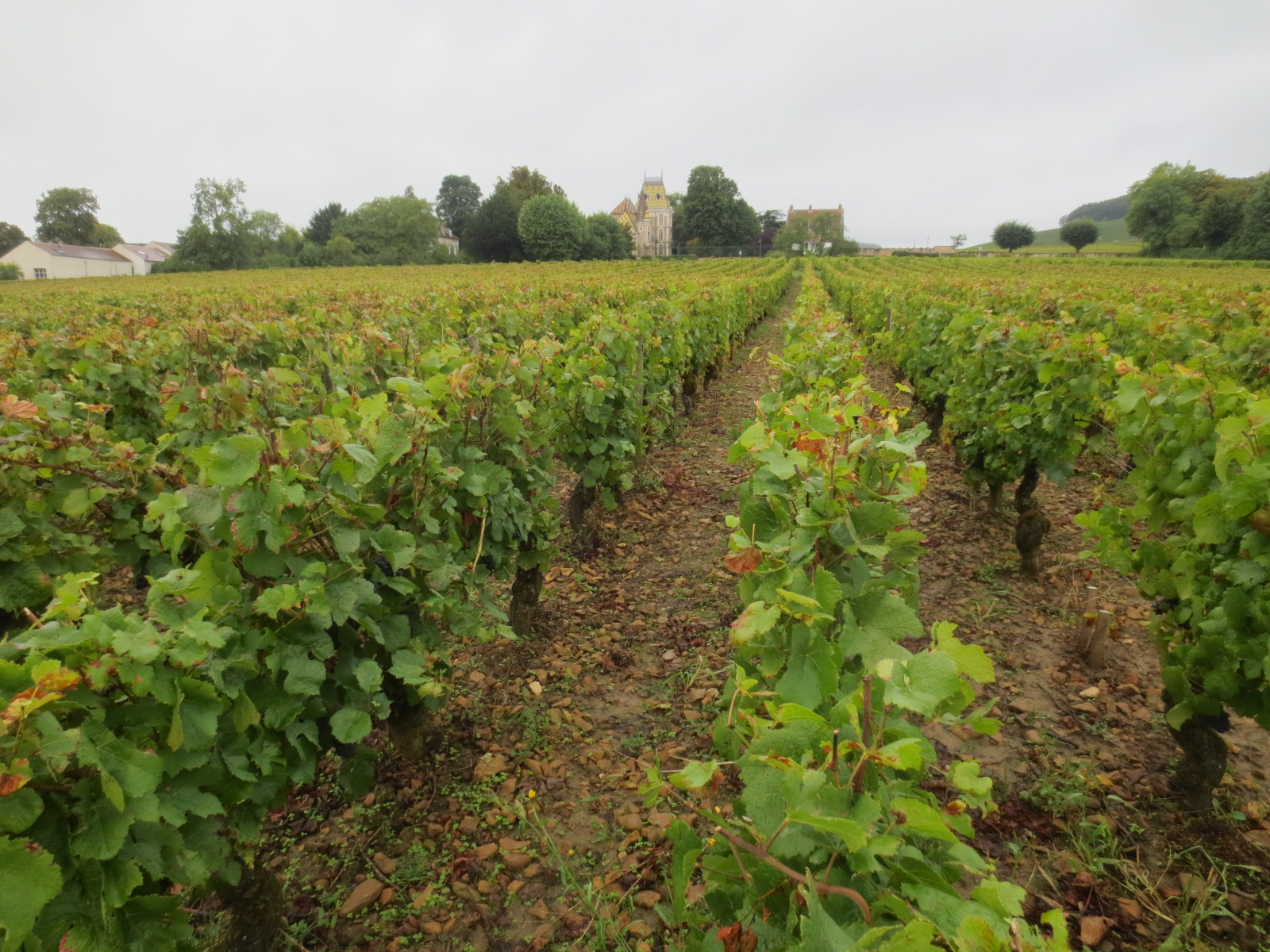
Vigneti di Corton

Egli vi serviva Foie gras Reine Pédauque tartufato, posato su ghiaccio sminuzzato e decorato con fiori e vi rimase fino alla sua morte. Nel 1939 ebbe il primo premio al Concorso dei 10 migliori ristoranti di Parigi. Nel 1947, un articolo della rivista V mostra una sua fotografia a 83 anni, dimagrito, nel piccolo ufficio di fianco alla la cucina, dove scriveva le sue memorie.

### Scrittore, giornalista
- Excelsior: egli vi tenne la rubrica quotidiana Menus dal 1911 (il primo anno anonimamente[25]) fino al 1º agosto 1914, vi sono dei menu (sontuosi) di pranzi e cene con le ricette di alcuni dei piatti[26]. Le ricette non sono sempre complicate. Per il pranzo dell'11 novembre 1912 (Antipasto: Burro, Ostriche di Cancale, Salame di Arles, sedano, uovo all'occhio di bue alla Provenzale – seguiti da civet  di lepre all'antica, piccione grigliato, salsa tartara, patate di Pont-Neuf, composta di pere), egli diede la ricetta delle uova sul piatto alla provenzale[27]. Concepire un menu, secondo la tradizione di Carême, era per lui altrettanto importante che realizzarlo.

A partire dal 1916, egli scriveva su La Vie Féminine una rubrica Le coin des Gourmandes - Pour les Marraines (L'angolo dei buongustai – Per le madrine) di consigli e ricette destinate alle madri, spose, sorelle o madrine dei combattenti e pubblicò degli articoli su Femina, En route (cucina regionale).

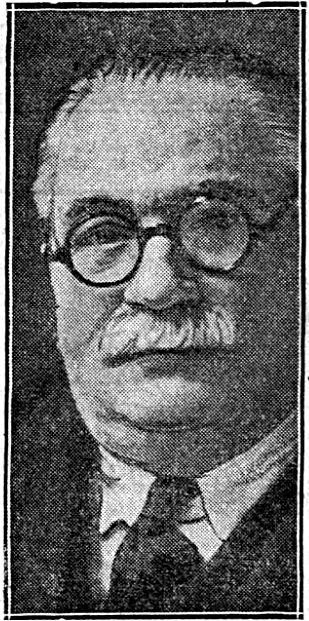
Prosper Montagné nel gennaio 1924

- L'Œuvre. A partire da marzo 1921 diede una successione di note molto più dettagliate sul "mangiar bene", i piatti di stagione, i piatti storici; la sua collaborazione a questo giornale durò fino al 1943 ed egli vi pubblicò migliaia di ricette.

Egli pubblicò saltuariamente ricette nel 1922 su La Gazette de Biarritz-Bayonne et Saint-Jean-de-Luz. Scrisse con René Jeanne la sceneggiatura del film di Maurice Challot La Table française à travers les âges (1924). Ha tenuto una regolare rubrica per il marchio Lustucru su Le Petit Parisien nel 1929 e 1930. È redattore capo del Gourmet, di Culina, di La Bonne Cuisine di Richardin, di La Revue Culinaire di sua creazione nel 1920 fino alla morte.

### I libri
Egli è autore o co-autore di 3 importanti libri sulla cucina e di una "folla" di libri che vanno dalle monografie agli opuscoli pubblicitari.
- Phileas Gilbert nella prefazione de La Grande Cuisine illustrée (1900) il cui titolo all'origine era La Cuisine de Saison, descrive Montagné come uno chef erudito e la cucina che egli realizza con Prosper Salles di uno stile purificato, elegante e preciso[33]. Il libro edito a Monaco comprende 1221 ricette trascendantali (scelta di ricette provate di buona cucina). Montagné si pone nella tradizione del Livre de cuisine (Libro di cucina) di- Jules Gouffé, altro grande classico del quale egli ha completato un'edizione[34].
- Grand Livre de la Cuisine (1929) (considerato il suo capolavoro) fu, a differenza del precedente, vivamente e positivamente accolto dalla stampa e dal pubblico, Le Jardin des Lettres parla di tesoro classico al livello della Guide culinaire di Escoffier[35], Paul Reboux ne fa una Bibbia dell'arte culinaria in evoluzione, "la cucina è una scienza", scrisse[36]. Il Journal des Débats lo compara al Codice napoleonico[37]. Numerosi chef scelsero lo stesso titolo per i loro compendi: Pol Martin nel 1987; Jacques Manière nel 1988, Alain Ducasse nel 2005.
- Il Larousse gastronomico, edizioni del 1937 (inizio della sottoscrizione) e del 1938, 29º dizionario Larousse, monumentale gran "memento"[38] fu un grande successo ripubblicato fino ai nostri giorni. 8000 ricette, di cui 600 di hors-d'œuvre, una vocazione enciclopedica, pratica e storica[39]. Egli fu promosso come terza parte[40] del trittico Larousse Ménager e Larousse Médical[41]. Dal 1938, la traduzione inglese, Larousse Gastronomico: The World's Greatest Culinary Encyclopedia conobbe un successo ancora maggiore, esso fu regolarmente riedito e pubblicato. Julia Child scrisse: «Se io non avessi diritto che a una sola opera di riferimento nella mia biblioteca, questa sarebbe Larousse Gastronomico, senza alcun dubbio»[42].

### Bibliofilo, conferenziere

#### Uomo di vasta cultura e curiosità
Prosper Montagné ha raccolto una biblioteca di tutta la letteratura culinaria dei quattro ultimi secoli. Egli era un vero bibliofilo nei campi della cucina, della tavola, della nutrizione, della dietetica e della loro storia. Una buona parte della sua biblioteca è legata a La Société des Cuisiniers (Società di Mutuo Soccorso) nel 1939. La dispersione di questa biblioteca a Digione nel 2016 ha permesso di vederne l'estensione e il numero di libri rari.

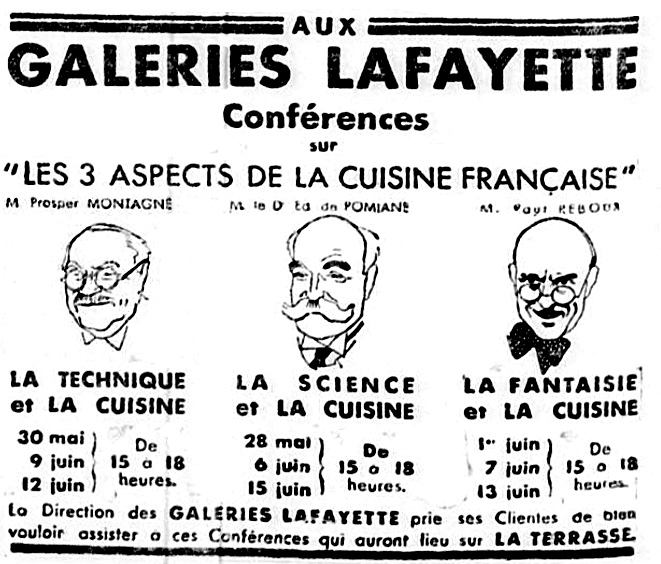
Tre conferenzieri di successo nel 1934: Prosper Montagné, Édouard de Pomiane e Paul Reboux.

#### Conferenziere eclettico
Tra le sue conferenze talvolta divertenti (nel 1925, egli partecipò alla Psicologia dello stitico. La buona cera può generare la stitichezza? Uno stitico può essere amorevole?, Vatel era il cuoco ? Luigi XIV era buongustaio? (1925) provocarono reazioni sulla stampa. Seguirono Les chansons de table (Le canzoni da tavola), commemorazione di Brillat-Savarin (1926), passaggi alla radio (La vie chère et la gastronomie),  partecipò alle conferenze dell'Office français de la gastronomie (1931), alle Arts Ménagers (1928), la cucina meridionale ed eseguì la ricetta del pollo alla crema di fronte a un parterre femminile (1933), tenne delle conferenze alle Galerie Lafayette (Technique et Cuisine) 1934, Salle Pleyel (cucina economica) 1936... 

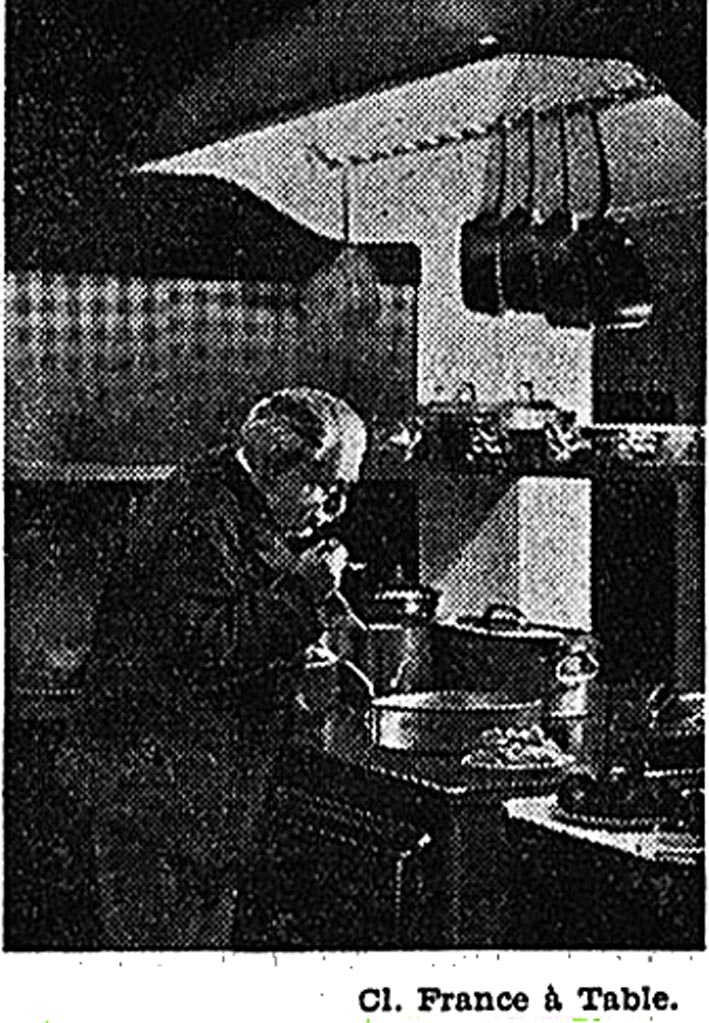
Prosper Montagné nella cucina de La Reine Pédauque 1938

#### Concorsi e premi
Egli era un organizzatore di concorsi e di premi, nel 1924 organizzò un concorso per scrittori sul tema "Cucina e voluttà, l'influenza della cucina sulla voluttà e della voluttà sulla cucina".
Il Premio per il Miglior cuoco di Francia fu attribuito a partire dal 1925, la giuria che lo presiedeva assaggiava i piatti dei laureati dipartimentali (2 piatti imposti nel 1925: piatto caldo, Filetti di sogliola Bonne Femme, piatto freddo, pâté di fegato) visitò le cucine e assegnò il premio.

## Posterità
Il ricordo di Prosper Montagné rimane vivo specialmente presso i professionisti della gastronomia e dei mestieri di bocca tramite club, premi, concorsi miranti all'eccellenza.

### I Club gastronomici Prosper Montagné
Questa associazione fu fondata nel 1950 dal ristoratore René Morand, amico di Prosper Montagné che in effetti la desiderava, avente per oggetto la preservazione, l'insegnamento e la trasmissione della grande cucina francese. Il Premio culinario Prosper Montagné fu creato nello stesso anno. Essa raggruppa dei professionisti dell'hôtellerie-ristorazione, degli chef, degli artigiani e dei gastronomi amanti della grande cucina, in vista di difendere e promuovere l'artigianato professionale, la qualità dei prodotti e il saper-fare professionale.
L'Ordine Gastronomico San Fortunato, patrono dei gastronomi, è una comunità fondata dal Club. I suoi membri, senza restrizioni di nazionalità, ricevono diplomi e insegne al Merito culinario. I gradi dei membri sono
- I cavalieri, che indossano un cordone violetto
- Gli ufficiali, che indossano un cordone rosso
- I presidenti di regione, che indossano un cordone giallo[58].

Questa comunità ha suscitato numerose associazioni sorelle, capitoli, delegazioni, diversamente attive, circa 1200 membri nella gran parte nei seguenti Paesi:

#### Belgio
Il Club Gastronomico Prosper Montagné Belgique (De Gastronomische Club Prosper Montagné) è stato fondato nel 1952 per «difendere e promuovere la gastronomia belga e l'utilizzo dei prodotti del nostro territorio». Esso organizza i Concorsi del Primo Cuoco del Belgio, Primo Maître d'Hôtel del Belgio, Primier Sommelier del Belgio, Primo Cioccolataio del Belgio, Primo Pasticciere del Belgio.
Questi concorsi annuali patrocinati (legge del 13 maggio 2009 relativa ai Concorsi ufficiali di eccellenza professionale) ricompensano dal 1954 i migliori talenti culinari del Belgio.  Una ricompensa annuale viene attribuita al Miglior Operatore di Cucina.

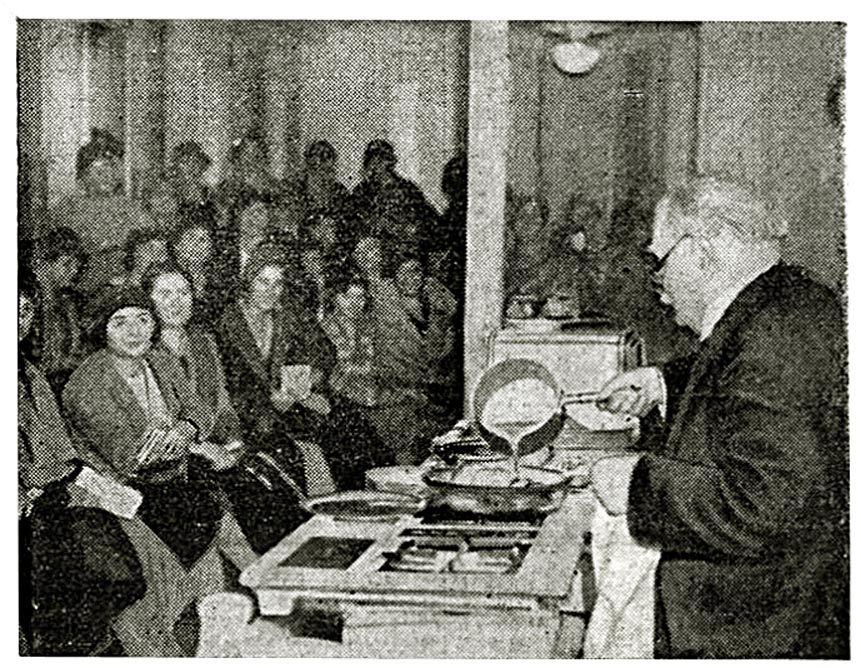
Prospero Montagné insegna a cucinare il pollo alla crema (1933)

#### Francia
La Francia rappresenta un terzo dei membri del Club.

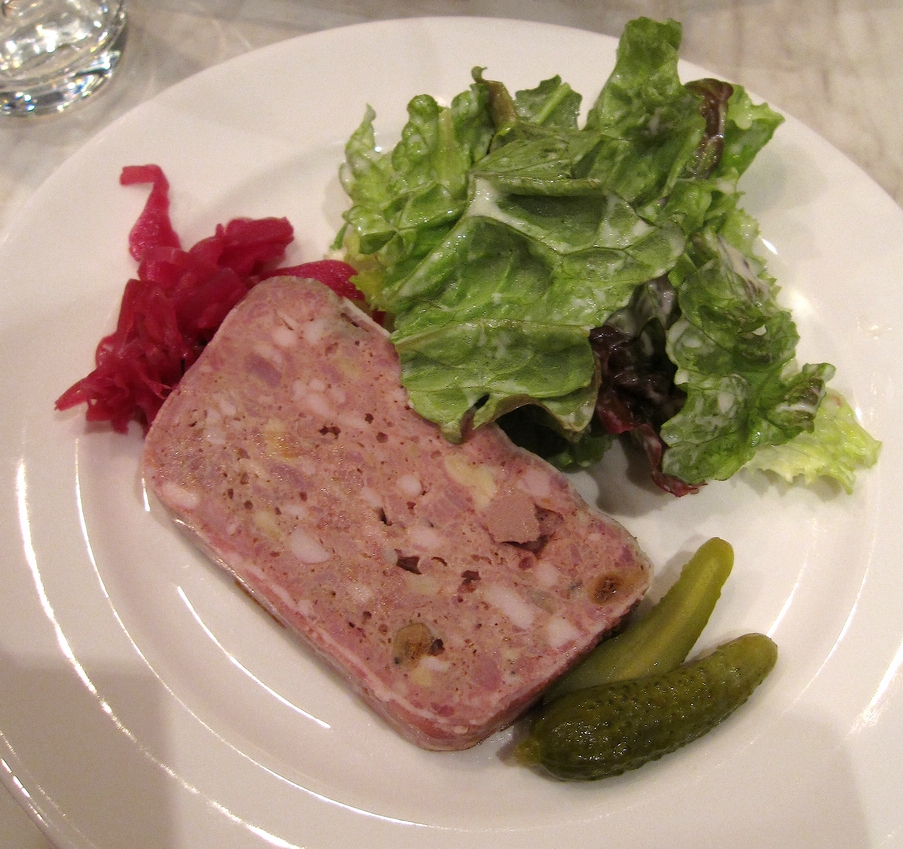
pâté di campagna

- Il Club Prosper Montagné organizza il Premio Culinario Prosper Montagné⁣, il più antico dei concorsi culinari, premio annuo su un dato tema, l'Oscar della salumeria (3 prodotti imposti: Testa in cassetta (fromage de tête),  Salame all'aglio (saucisson à l’ail) e pâté di campagna, il concorso del Miglior Ostricaio con la Coppa Léon Beyer, il Trofeo Etienne Tholoniat (zucchero trafilato in pasticceria), il Concorso Pane e Gastronomia, il Challenge Club Prosper Montagné (salumeria)[64].
- Le Montagné, Guide Gastronomico Prosper Montagné, Les adresses de la France Gourmande. Edito da Bottin Gourmand è comparso nel 2012, 2013 e 2014.

##### Associazioni regionali
- I Compagnons de Prosper Montagné Carcassonne: creata nel 2012 e avente per oggetto la promozione del patrimonio gastronomico sul territorio dell'Aude e proteggere l'opera di Prosper Montagné[65],
- Club Prosper Montagné Alsazia: attivo club regionale[66]. Esso organizza i Concorsi culinari del Club Prosper Montagné d'Alsazia.

#### Svizzera

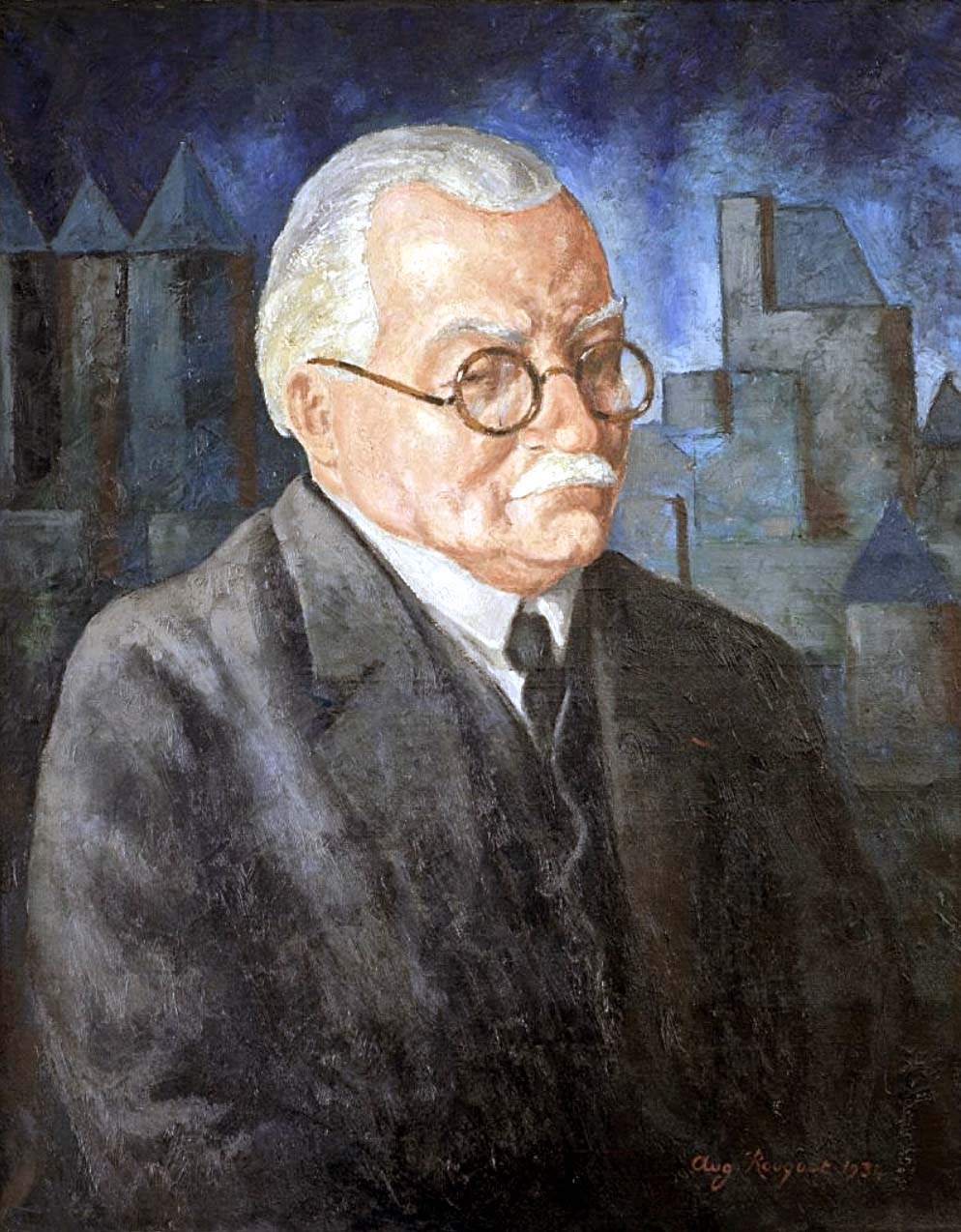
Prosper Montagné par Auguste Rouquet 1964

Il Club gastronomico Prosper Montagné, Academia svizzera dei gastronomi è diviso in ambasciate cantonali i cui rappresentanti costituiscono l'ufficio esecutivo.  Esso organizza il Grand Prix du livre gastronomique - Trophée Charles Exbrayat. Il gran premio annuale è stato assegnato per la prima volta nel 1953 a Frédy Girardet. Esso partecipa alla rivista Plaisirs Gastronomiques et Voyages.

#### Altri paesi
Il Club Prosper Montagné Deutschland-Österreich, creato nel 1999, Kaisersbach (Baden-Württemberg), assegnava una Sterne-Führer von Club Prosper Montagné, classifica delle case di qualità da una a tre stelle. Attività attuale ridotta.
Nel 1950 Gérard Delage e Curnonsky crearono il Club Prosper Montagné di Montréal la sezione America del Nord fu creata nel 1954 con la collaborazione del capocuoco Max Rupp (fondatore della Société des Chefs, Cuisiniers et Pâtissiers du Québec); Gérard Delage ne assunse la direzione. Il Club Prosper Montagné organizzava delle cene gastronomiche tra i suoi membri.
Il Club Prosper Montagné Hongrie Gasztronómiai Egyesület, fondato nel 2004 a Budapest, pare che sia inattivo. Una delegazione del Giappone è stata attiva nel 2015. Il segretario generale era Tomoyuki Otsuka. La sezione tailandese è stata formata a Bangkok nel 2014 da Jean-Claude Boudet, gastronomo e giornalista (1943- 2022).

## Decorazioni
Prosper Montagné è stato nominato cavaliere della Legion d'onore nel 1922, a titolo culinario.

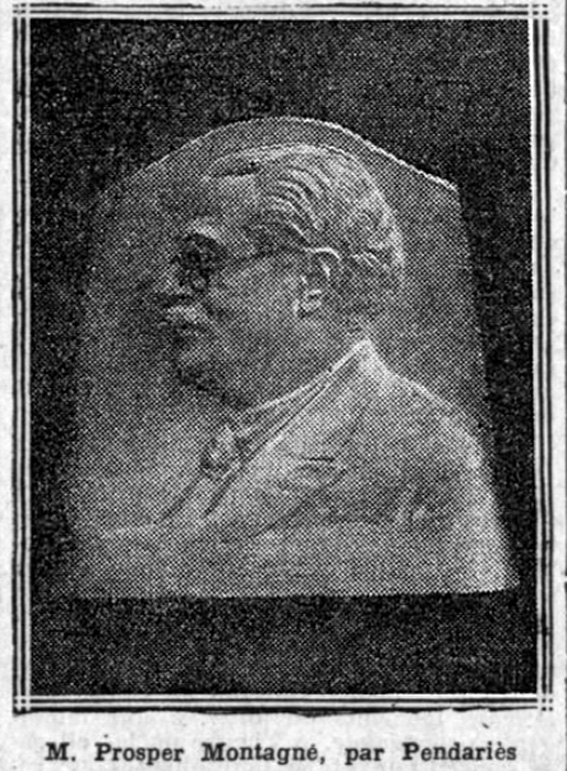
Nel 1924 da Jules Pendariès

## Antologia
- L'Enciclopedia Britannica dice di lui:

- Jean Kolb. Les réveillonneurs seront-ils nombreux cette année? Le Soir, 13 dicembre 1925[78]

«Per un cenone di San Silvestro ci vuole della musica, senza la quale esso sarebbe lugubre. Ora, non si mangia bene con la musica. La musica addolcisce tuttavia i costumi; e anche i sensi, il gusto in particolare. Coloro che mangiano con la musica non sanno quel che mangiano. Mai si farà un cenone di San Silvestro da noi»»
- Le Petit Journal, 23 dicembre 1938. Menu servito per il Gran Premio del Romanzo popolare 1938 a La Reine Pédauque sotto la direzione di Prospero Montagné[79]

-  Gratin di frutti di mare alla biarrotte - Chardonnay 1934 in boccale
-  Costata di bue alla fiamma alla bourguignonne con le sue guarniture –
– Borgogna cuvée Jacobus Tournebroche 1934
- Insalata di lattuga 
- Piatto freddo di volatili in gelatina
- Le Nuits Les Pruliers 1929
- Formaggi
- Père sultane
- Victor Clicquot brut
- Caffé 
- Acquavite invecchiata di vinaccia della Côte de Nuits»
- Chronique Gourmande, Petits pois à la française. Le Sourire, 2 febbraio 1922[81]

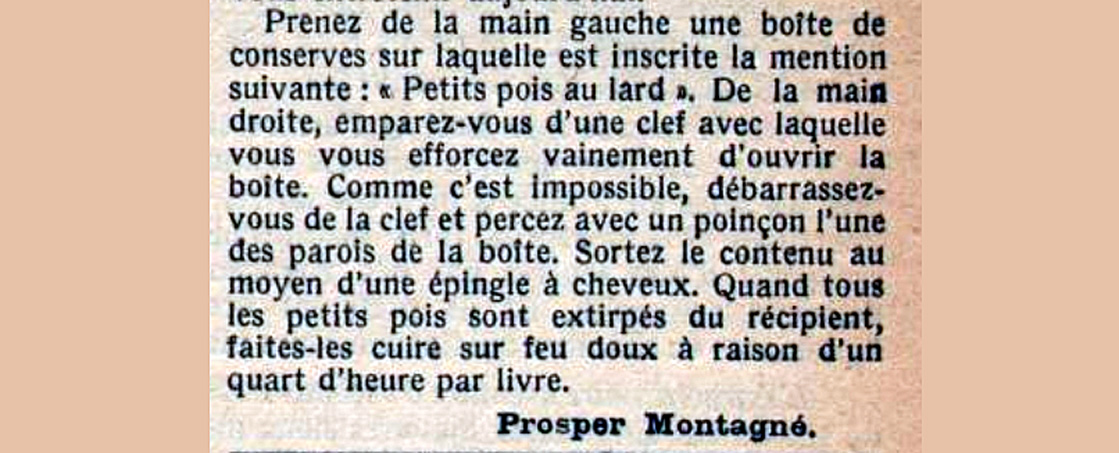

## Pubblicazioni
- Prosper Salles e Prosper Montagné,  La Grande Cuisine illustrée, sélection raisonnée de 1221 recettes de cuisine transcendante., Monaco, Imprimerie de A. Chêne, 1900; ried. 1902 - 808 p.
- Auricoste de Lazarque, E. Capdeville, H. Chevalier, Fulbert-Dumonteil, Phileas Gilbert, Prosper Montagné, Jeanne Savarin, La bonne cuisine pour tous, 1200 recettes culinaires, Rivista bimensile. Parigi e Sceaux. Imprimerie Charaire. 31 numeri da febbraio 1903 (per un totale di 364 pp.) ad aprile 1904 (per un totale di 136 pp.).
- Henry Chéron (sotto la direzione di). Le Livre des cuisines militaires en garnisons, 1908. Livre de cuisine militaire aux manœuvres et en campagne, Paris. Bulletin officiel du Ministère de la guerre. 1909[82]
- Félix Regnault et Prosper Montagné. La Cuisine diététique, 500 recettes culinaires à l'usage des dyspeptiques, Paris, Vigot frères, 275 p. 1910[83].
- Prosper Montagné. La cuisine des ménages à petit budget dans Touche à tout - Quatrième Année - Paris, Arthème Fayard. Mars 1911
- La Bonne Chère pas chère ou les repas sans viande, Paris, Pierre Lafitte, 126 p. 1918[84]
- Paul Poulgy[85], sotto il patronato di Auguste Escoffier e Prosper Montagné. Auberges et Hostelleries. Paris, ed. de l'annuaire gastronomique, 1925[86].
- Prosper Montagné e Prosper Salles, prefazione di Henri Béraud. Le Grand Livre de la cuisine. Paris, E. Flammarion, 1479 p. 1929
- Le Festin occitan, 1929 ; ried. Villelongue d'Aude, Atelier du Gué, 1978, 1980, 1999[87].
- Les Délices de la table, ou les Quatre saisons gourmandes, petit traité de cuisine transcendante à l'usage des gens de bon goût et des amateurs du bien manger (Le delizie della tavola, o le quattro stagioni ghiotte, piccolo trattato di cucina trascendente ad uso dei buongustai e degli amanti del buon mangiare), Parigi, Flammarion, 1931
- Completa revisione e prefazione di Prosper Montagné, Le Trésor de la cuisine du Bassin Méditerranéen par 70 médecins de France, Ed. de la Tournelles. (Offerta dai Laboratori del dr. Zizine). Illustrato nel testo con incisioni su legno di V. Le Campion. 127 p. 1931
- Prosper Montagné. 20 recettes savoureuses pour La Vache qui Rit. Brochure gratuite. 1939[88].
- Collectif (partecipazione di Prosper Montagné, dr. Gottschalk...). Grandgousier, revue gastronomique médicale, 10 numeri all'anno. 1934, 1935 (disegni di J. Hémard), 1936, (Per il vostro piacere, la lampreda, marzo 1937) 1937, (Per il vostro piacere, tartufi, asparagi, carote, funghi champignon, marzo 1938) 1938, ripreso nel 1948.
- Prosper Montagné e dr. Gottschalk. Mon menu. Cuisine d'hygiène alimentaire, 600 recettes de cuisine ménagère de Prosper Montagné avec indication en regard de chaque recette, de ses effets sur l'organisme selon le tempérament et l'état de santé (Il mio menu. Cucina d'igiene alimentare, 600 ricette di cucina casalinga di Prosper Montagné con indicazioni riguardo a ogni ricetta, dei suoi effetti sull'organismo secondo il temperamento e lo stato di salute.) preceduto da uno studio sulle basi dell'alimentazione umana del dr. Gottschalk, edito dalla Société d'applications scientifiques, 19 avenue Trudaine, Paris, 442 p. 1936.
- Paul Bouillard, Austin de Croze, Prosper Montagné, Gaston Derys, Curnonsky coordinatore). La Bonne vie ! Paris, La France à table, pour le compte de Primagaz. in-8, 92 p., 1937.
- Prosper Montagné con la collaborazione del dr. Gottschalk - préface d'Auguste Escoffier et de Phileas Gilbert, Larousse gastronomique, Parigi, Larousse, 1938; ried. 1949, 1087 p. Illustré, 1952, 1088 p. Nouveau Larousse gastronomico, Paris, Larousse, 1967. (con Robert Courtine)  Reed Consumer Books. 1990.
- (EN)  Larousse Gastronomique: The Encyclopedia of Food, Wine & Cookery., London, Crown Publishers / Hamlyn Publishing, 1965.
- (EN)  Prosper Montagné, Nina Froud, Patience Gray et Maud Murdoch. New Concise Larousse Gastronomique. The World's Greatest Cookery Encyclopedia. Hamlyn, 1977, 1999, 2001, 2003
- (EN)  Larousse Gastronomique. Prosper Montagne (Ed.), Hamlyn, 2001
- (EN)  The Concise Larousse Gastronomique, Bounty Books, 2003
- (EN)  Larousse Gastronomique Recipe Collection: Meat, Poultry & Game, Vegetables & Salads, Fish and Seafood, Desserts, Cakes & Pastries, London Hamlyn et Octopus Publishing, 2004
- Cuisine avec et sans tickets, Paris, Larousse, 212p. 1941[89].
- Prosper Montagné, Gastronomie en Ile-de-France dans La France à table. n° 48 Avril 1954.
- François Paul (presidente del club Prosper Montagné Alsazia) e Remy Pascale, Recettes gourmandes d'Alsace: Le Prosper Montagné réinvente le terroir alsacien, Editions du Belvédère. 224 p. 2016